# Вултурень (Клуж)
Вултурень, Вултурені (рум. Vultureni) — село у повіті Клуж в Румунії. Входить до складу комуни Вултурень.
Село розташоване на відстані 342 км на північний захід від Бухареста, 20 км на північ від Клуж-Напоки.

## Населення
За даними перепису населення 2002 року у селі проживали 399 осіб. Рідною мовою 393 особи (98,5%) назвали румунську.
Національний склад населення села:
| Національність | Кількість осіб | Відсоток |
| -------------- | -------------- | -------- |
| румуни         | 385            | 96,5%    |
| цигани         | 10             | 2,5%     |